# 铁穹
铁穹（羅馬化：kipat barzel）是一套全天候的机动型防空系统，由以色列拉斐爾先進防禦系統公司研发，主要用于拦截5至70公里范围内的火箭弹。

## 系统组成
铁穹防御系统由发射架、雷达、操控系统和监测装置等组成，可实现对来袭火箭弹的自动探测并进行拦截。

## 争议

### 攔截率
鐵穹攔截率與眾多反導系統一樣眾說紛紜，《商業內幕》雜誌曾專題報導，以色列軍方自稱鐵穹的拦截率在85%以上，但從未有人给出相关证据，文中还有美國專家指出，拦截率40%已經是人類科技極限，另一位以色列评论员則認為只有10%命中率上下。在2006年第二次黎巴嫩戰爭時还沒有這系統，平均每1枚敵方火箭攻击以色列就有6.7次保險索賠，该数值2012年降至2.9次/一枚火箭弹，2014年降至1.2次/一枚火箭弹，這保險數據被認為是鐵穹有效的證據，然而保險數據與命中率只有間接關係。例如敵方攻擊的地區人口密度、使用彈頭威力等，都會引發保險數據變化，且在2008年的战争中沒有鐵穹，每枚火箭弹造成的保险索赔也只有2.4次，例如2014年哈马斯发射的4500枚火箭弹中，“铁穹”系统虽然号称“拦截成功率達90%”，但其实这是指它对其中800多枚“有威胁”的目标实施拦截，一共击落了735枚。

### 性能不足
“铁穹”系统的“选择性拦截”，一旦对手的火箭弹性能升级，如精準度提升，就会因需要拦截的目标过多而出现严重的“火力不足”。另外，每套“铁穹”系统只有20枚拦截弹，一旦发射完毕就需要相当长时间重新填装。在2023年的10月7日「阿克薩洪水行動」中，哈马斯在20分鐘內向以色列發射了5000餘枚火箭彈，“铁穹”系统不堪重负，在最初的拦截行动中短時間內就耗尽了弹药，证明哈马斯已经对以色列的防空能力了如指掌，并成功找到了“铁穹”的漏洞，计算出了己方需要发射的导弹数量，以饱和攻击/阻塞式攻击戰術打败了“铁穹”。10月10日，戰事剛開始三天，以色列就紧急向美国请求支援“铁穹”备弹，意味着铁穹弹药已经接近告罄，也反映铁穹弹药的生产能力没有宣傳中那麼容易，而美国方面，在2022年底，陆军第94航空和导弹防御司令部才刚买了一个连 - 两套的“铁穹”系统，备弹只有300多枚，已於2023年10月全部发往以色列。

## 战果
2021年以色列和巴勒斯坦發生衝突，巴勒斯坦武裝組織哈马斯一周來向以色列發射逾3,000枚火箭，鐵穹成功攔截了大部份火箭。
2011年3月27日，以色列在南部城市贝尔谢巴附近部署了第一套铁穹防御系统。2011年4月7日，该系统在南部城市阿什凯隆上空成功击落1枚发射自加沙地带的火箭弹。
2025年6月以色列偷襲伊朗後遭伊朗的報復性飛彈攻擊。伊方每次都發射數以百枚的導彈，令鐵穹系統不勝負荷，有多達70%的導彈成功突破防禦，鐵穹的成效因此成疑，不過該系統原本設計是攔截火箭彈，並非導彈。

## 装备国家
- 以色列
- 北大西洋公约组织
- 美国
- 印度
- 泰國

## C型改版
以色列為該國海军專門設計了改進版的铁穹防御系统C-穹顶海军防空系统並於2022年2月測試。

## 圖片

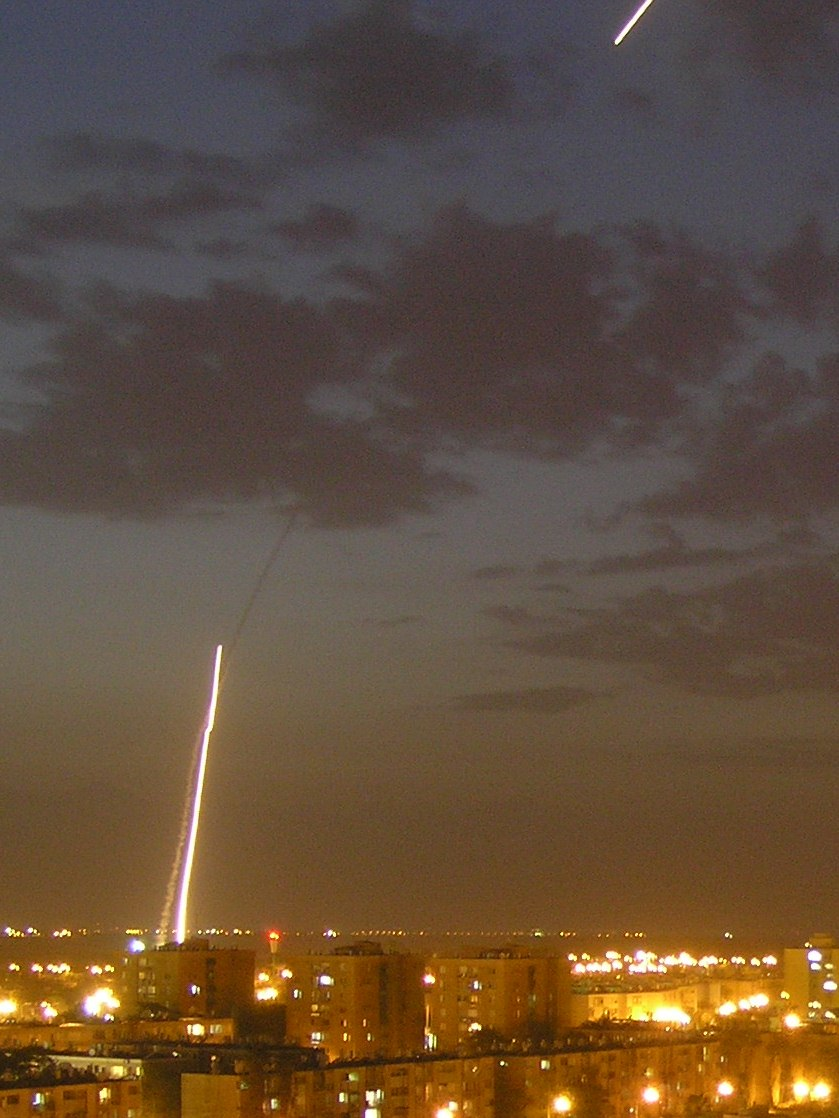
攔截火箭彈的實況
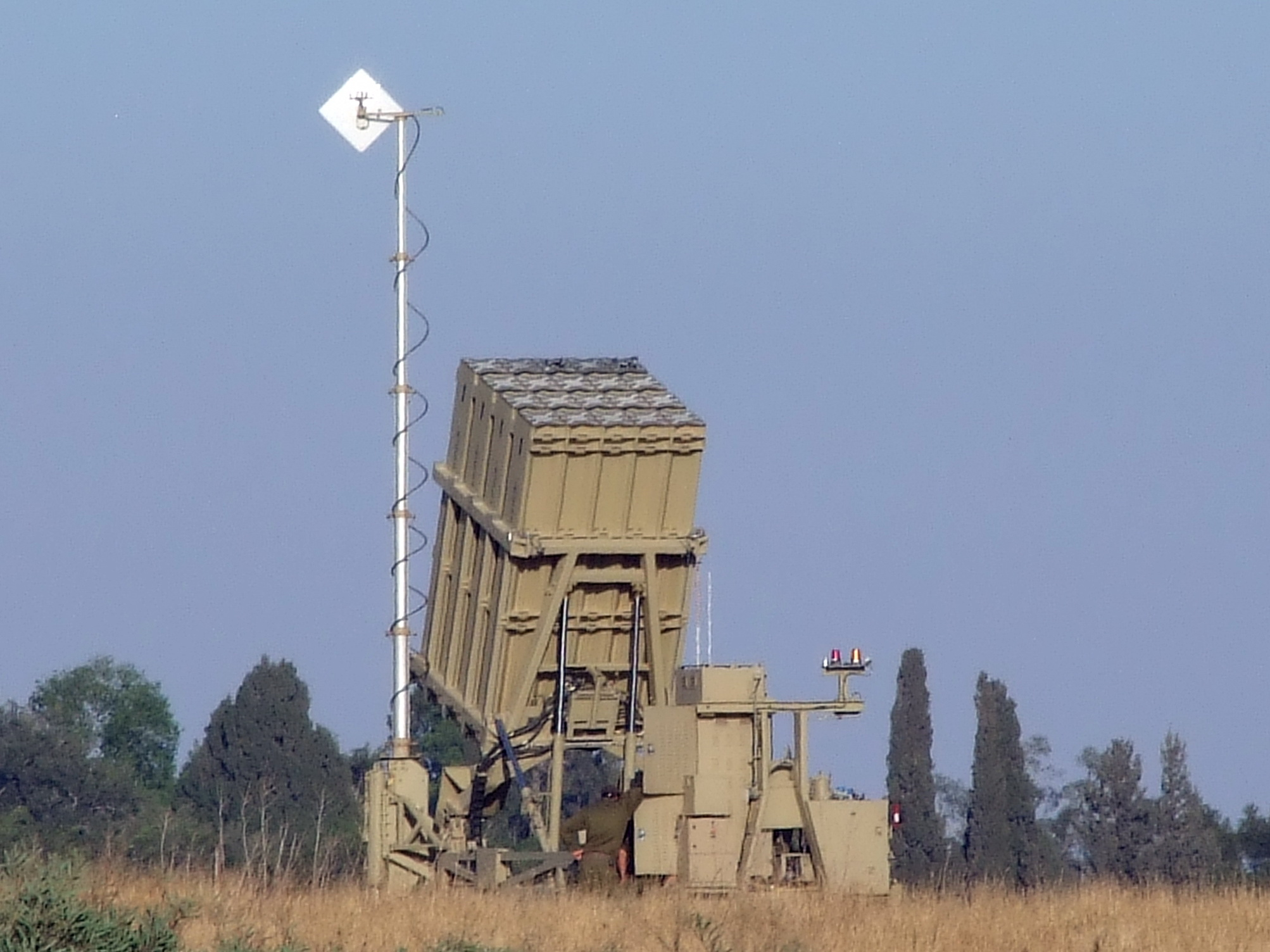
「铁穹」系统部署在以色列斯德洛特（2011年6月）
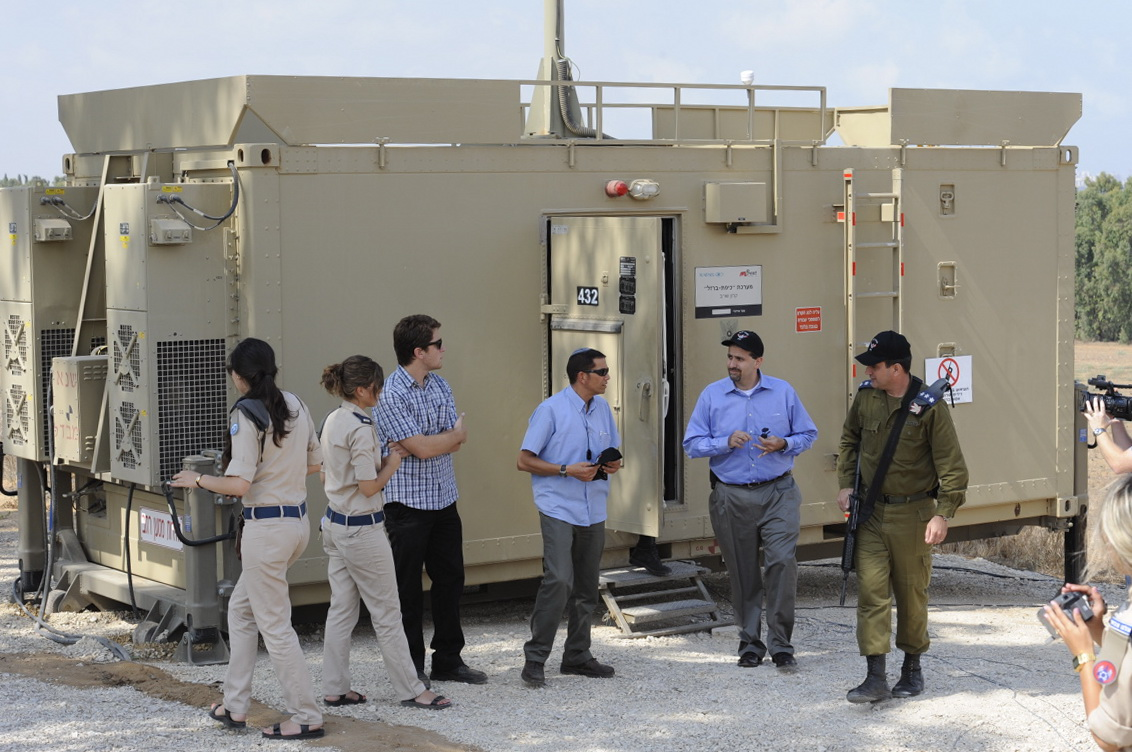
铁穹系统作战和控制单元（BMC）
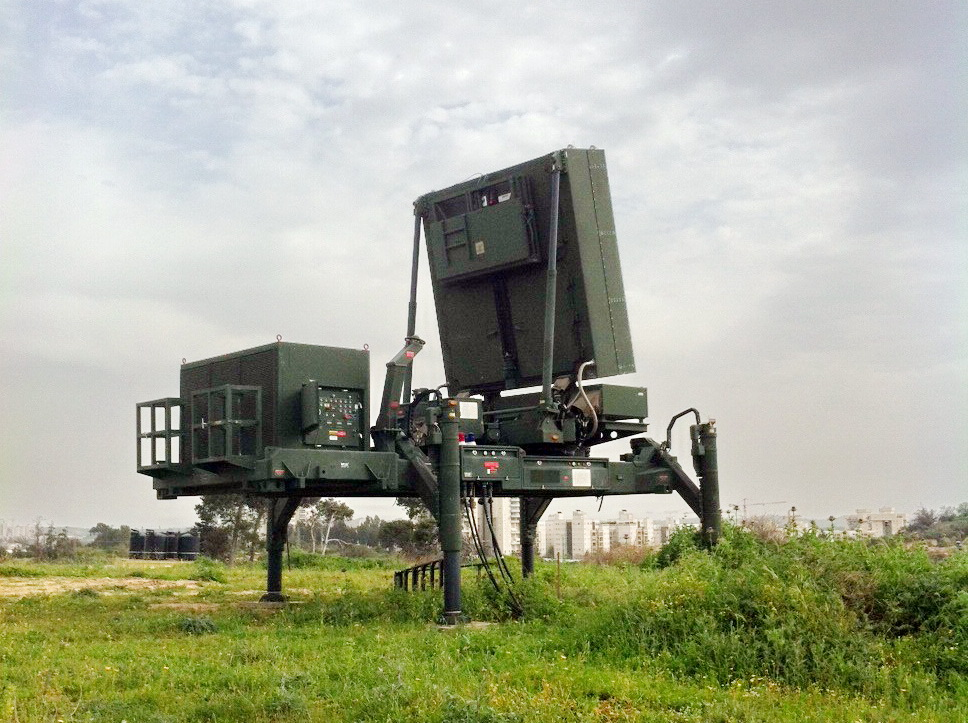
铁穹系统所用的雷达
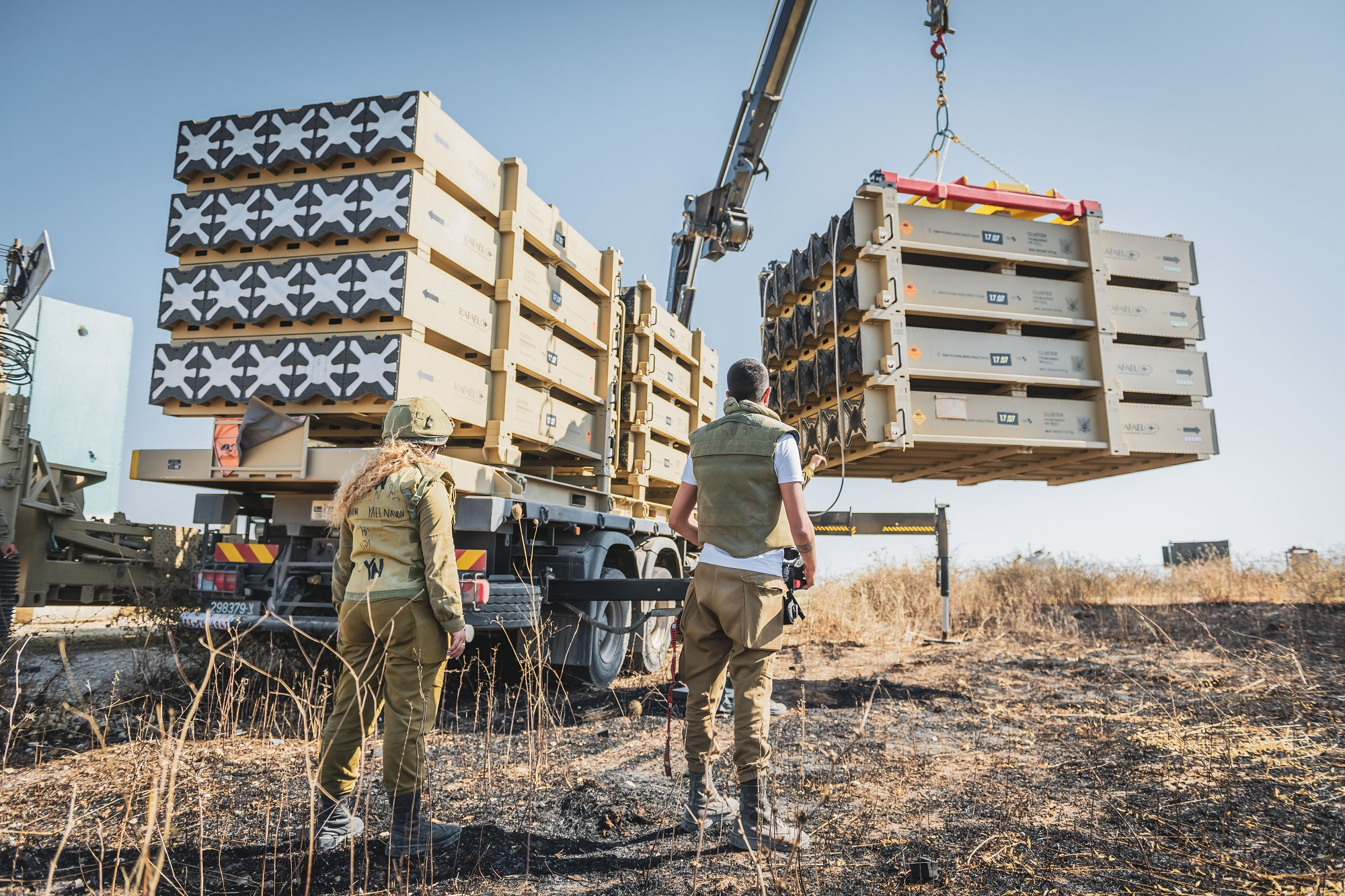
以色列國防軍防空部隊操作鐵穹防禦系統，每次換裝有20發之多（2021年5月）

## 外部連結
- Joint manufacturers of the Iron Dome: Rafael （页面存档备份，存于） and Israel Aerospace Industries （页面存档备份，存于）